# 삼성디지털시티
삼성디지털시티(영어: Samsung Digital City)는 대한민국 경기도 수원시 영통구 매탄동에 위치한 건물이다. 종합연구소와 DMC연구소가 있었고 정보통신연구소인 R3 타워가 있고, 디지털연구소인 R4 타워는 완공 당시 서울특별시를 제외한 전국에서 가장 높은 건물이었다. 모바일연구소인 R5 타워가 있다. 오피스 빌딩은 4개의 높은 빌딩으로 구성되어 있다.

## 역사
1968년에 전자산업 진출을 한다고 한다. 삼성-산요전기가 설립되었고 삼성전자공업주식회사가 세워졌다.
1980년 1월에는 종합연구소(R1)가 완공되고 입주가 시작되었다. 생산단지에서 R&D 연구단지로 탈바꿈하는데 성공했다. 1987년 4월에는 DMC연구소(R2)가 완공되었다.
2001년에 정보통신연구소(R3)가 완공되었다. 경기도에서 가장 높은 오피스 빌딩이 완공되었다. 2005년에 디지털연구소(R4)가 완공되었고 경기도에서 가장 높은 오피스 빌딩이 완공되었다. 그리고 수원시에서 가장 높은 오피스 빌딩이라고 한다. 2013년 5월에 모바일연구소(R5)가 완공되었다.
2013년 11월 R1, R2가 철거되었고 센트럴파크가 들어섰다. 기존 인력들은 R5 타워로 이동하게 되었다.
2020년 8월 6일 삼성 갤럭시 언팩 2020은 8월이 공개되었다. 2023년 7월 26일 삼성 갤럭시 언팩 2023이 7월 영상에 나왔다.
동문 근처에는 R6를 새로 짓는다고 한다.

## 구성

### R1 - 종합연구소(본관)
종합연구소를 개발한다고 한다. 1980년 1월에 완공되었다. 지상 5층, 지하 1층으로 구성되어 있었다. 2013년 R5 타워가 건립된 후 철거하고 공원을 조성했다. 지금은 존재하지 않는다.

### R2 - DMC연구소
주변에 연구소를 개발한다. 1987년 4월에 완공되었다. 지상 11층, 지하 1층으로 구성되어 있었다. 2013년 R5 타워가 건립된 후 철거하고 공원을 조성했다. 지금은 존재하지 않는.

### R3 - 정보통신연구소
경기도에 높은 빌딩을 건설한다. 2001년 12월에 완공된 정보통신연구소(R3)이다. 지상 27층, 지하 4층으로 구성되어 있고 높이는 166m이다.

### R4 - 디지털연구소
주변에 있는 빌딩보다 높은 빌딩을 짓는다고 한다. 2001년에 착공하여 2005년 9월에 완공된 디지털연구소(R4)이다. 완공 시 경기도에서 가장 높은 업무용 건물이고 수원시에서 가장 높은 업무용 건물이다. 2021년까지 경기도에서 가장 높은 업무용 건물이었다. 지상 37층이고 높이는 185m다. 삼성 R3 타워(27층, 166m)보다 높다. 현재 수원시에서 가장 높다. 내부에는 연구실과 사무실 등이 있다. 최상층에서는 경기도 성남시 분당구 분당신도시, 안양시, 용인시가 보인다. 주변에는 총 2개 동으로 구성되어 있는 모바일연구소인 삼성 R5 타워(27층, 134m)가 있다.

### R5 - 모바일연구소
모바일 사업을 한다고 한다. 2013년 5월에 완공된 모바일연구소(R5)이다.

### R6 - 연구소
동문 근처에 새로 건설한다고 한다.

### 블루웨이브파크
삼성디지털시티의 전용 폐수처리장을 철거한 후에 공원이 되었는데 리노베이션되어 생태공원을 조성했다. 비단잉어가 많이 산다.

### 삼성 이노베이션 뮤지엄
삼성 이노베이션 뮤지엄은 삼성전자의 박물관이다.

### 삼성전기
종합전자부품을 생산하는 곳이다. 전자제품을 생산하는 생산업체이다. 반도체, 디스플레이, 배터리를 제외한 품목을 담당하고 있다.

### 삼성전자공업단지
삼성전자공업단지다.

### 생산기술연구소
생산기술연구소(GTR)이다.

### Global CS 센터

#### CS아카데미
삼성전자 CS아카데미다.

### 삼성전자 Global EHS실
삼성전자 Global EHS실이다.

### 삼성첨단기술연수소
삼성첨단기술연수소다.

### 센트럴파크
지하에는 삼성전자 C-Lab이 있다.

#### 삼성전자 C-Lab
2012년 말 삼성전자가 도입한 사내 벤처 육성 프로그램이다.

### 스포츠파크
스포츠파크다.

### 스마트파크
스마트파크다.

### 생동감파크
생동감파크다.

### 생활가전동
생활가전동이다.

### 정문 주차타워
정문 주차타워다.

### 컨벤션동
컨벤션동이 있다.

### 한가족프라자
한가족프라자다.

### 한울림프라자
실내 체육관은 훈련장으로 사용한다.

### 21C동
21C동이다.

### 스마트제조동
스마트제조동이다.

## 높이
경기도에 삼성 R3 타워(27층, 166m)가 2001년에 들어섰고 가장 높은 빌딩이 되었다. 2005년 삼성 R4 타워(37층, 185m)가 완공되었는데 경기도에서 가장 높은 빌딩이 되었다. 서울특별시를 제외한 전국에서 가장 높은 건물이 되었다. 메타폴리스 A동(66층, 249m)가 완공 전까지는 서울특별시를 제외한 전국에서 가장 높았다. 2021년까지 경기도에서 가장 높은 업무용 건물이었다.

## 특징
업무시설 단지와 연구소 단지, 공업단지 등이 있다. 삼성전자는 성장이 지속된다고 한다.

## 시설
업무시설, 연구시설, 복합시설, 숙박시설, 문화시설, 보육시설, 방재시설, 종교시설, 편의시설, 스포츠 센터, 공원 등이 있다.

## 갤러리

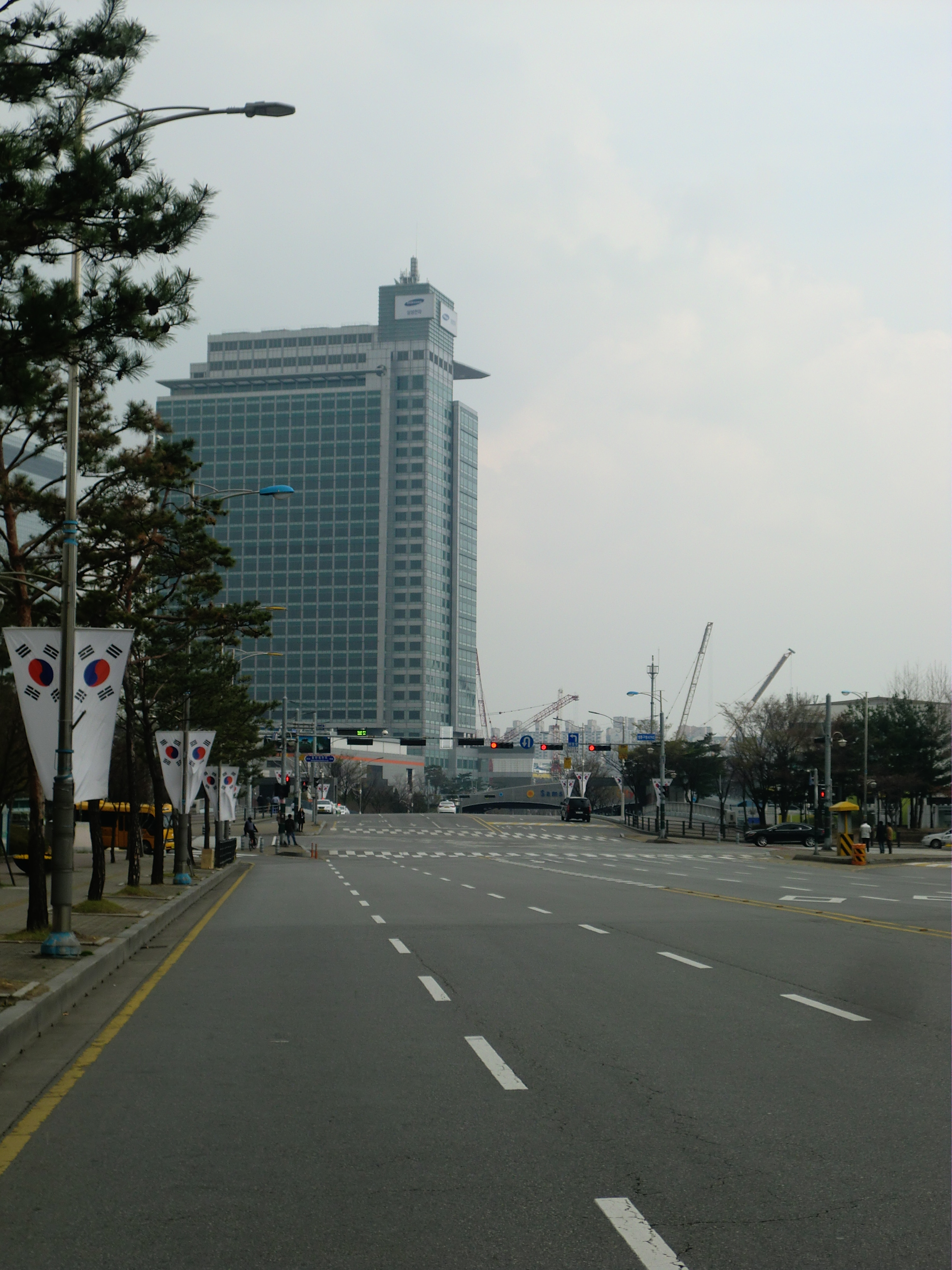
2015년 4월 7일

## 같이 보기
- 대한민국의 마천루 목록
- 경기도의 마천루 목록
- 수원시의 마천루 목록